# Hôpital intercommunal de Créteil
L'hôpital intercommunal de Créteil, surnommé le « CHIC » (centre hospitalier intercommunal de Créteil), est un hôpital de la ville de Créteil situé sur la RD 86 a la frontière de la commune de Saint-Maur-des-Fossés s'occupant notamment des pôles d'excellence suivants :
- la gynéco-obstétrique
- la pédiatrie
- la pneumologie
- l'ophtalmologie
- l'oto-rhino-laryngologie...

L'hôpital intercommunal de Créteil fut inauguré le 3 novembre 1937. Capacité d'accueil de 530 lits contre 264 en 1937. La construction de cet établissement fut décidée en 1932 en groupant les communes de Bonneuil-sur-Marne, Créteil et Joinville-le-Pont au sein d'un syndicat intercommunal. Saint-Maur-des-Fossés rejoint ensuite ce syndicat. À l'origine, une partie du personnel hospitalier était des religieuses. 
En 2007, 42 516 hospitalisations ont été recensées et 13 008 interventions chirurgicales dont 2 316 accouchements. 58 700 passages  ont été comptabilisés aux urgences adultes et enfants en 2007, 16 000 aux urgences gynéco obstétriques et 20 050 à l'unité médico judiciaire. Le C.H.I.C. compte environ 2 300 employés dont 426 médecins et 1 900 personnels non médicaux[réf. souhaitée].
Il travaille en étroite collaboration avec deux autres établissements hospitaliers implantés dans la ville : le CHU Henri-Mondor et l'hôpital Albert-Chenevier.